# ملك إسبانيا
ملك إسبانيا هو رأس الدولة ورمز وحدتها وبقائها، وهو من بيده مقاليد تيسير ومعالجة أمور المؤسسات وممارسة أعلى تمثيل للدولة الإسبانية. إضافة إلى ممارسته المهام التي تُستند إليه، بشكل صريح، في الدستور والقوانين. بيده زمام القيادة العليا للقوات المسلحة، ليكون بمثابة القائد العام للجيوش الثلاثة ويُمثل الرعاية السامية للأكاديميات الملكية.
صدر الدستور الإسباني سنة 1978، وهو ما يُعرف بمؤسسة التاج، ويُوضح شخص الملك ومهامه المُسندة إليه في الباب الثاني، الذي يضم المواد من 56 إلى 65. ويُعد فيليب من آل بوربون واليونان ملك إسبانيا الحالي الذي يحكم تحت اسم فيليب السادس ملك إسبانيا.